# 김진수 (1984년)
김진수(한국 한자: 金珍洙, 1984년 7월 2일 ~ )는 대한민국의 전 축구 선수이며, 포지션은 골키퍼였다.